# 삼중항 상태

단일항 상태, 이중항 상태, 삼중항 상태의 원자 예시.

양자역학에서 삼중항 상태(triplet state) 또는 스핀 삼중항은 양자 스핀 S = 1을 갖는 전자, 원자 또는 분자와 같은 물체의 양자 상태이다. 주어진 축을 따라 스핀의 투영값 mS는 −1, 0, 또는 +1의 세 가지 허용된 값을 가지며, "삼중항"이라는 이름은 여기서 유래한다.
양자역학에서 스핀은 기계적인 회전이 아니라 입자의 고유한 각운동량을 특징짓는 더 추상적인 개념이다. 이는 개별 원자, 양성자, 전자와 같이 원자 크기의 시스템에서 특히 중요하다.
삼중항 상태는 각각 스핀 s = 1⁄2를 갖는 두 개의 홀전자의 스핀이 정렬되어 S = 1을 이루는 경우에 발생한다. 이는 두 전자의 스핀이 반대 방향으로 정렬되어 S = 0을 이루는 더 일반적인 스핀 단일항의 경우와 대조된다. 일상생활에서 접하는 대부분의 분자는 모든 전자가 쌍을 이루고 있기 때문에 단일항 상태로 존재하지만, 산소 분자는 예외이다. 실온에서 O2는 삼중항 상태로 존재하며, 금지 전이를 통해 단일항 상태로 전환해야만 화학 반응이 가능하다. 이는 산소 분자가 열역학적으로 가장 강한 산화제 중 하나임에도 불구하고 반응성이 낮은 이유이다. 광화학적 또는 열적 활성화를 통해 산소 분자를 단일항 상태로 만들 수 있으며, 이 경우 산소 분자는 열역학적뿐만 아니라 동역학적으로도 매우 강한 산화제가 된다.

## 두 스핀-1/2 입자
두 개의 스핀-1/2 입자를 가진 시스템에서 – 예를 들어 수소 바닥 상태의 양성자와 전자 – 주어진 축에 대해 측정하면 각 입자는 스핀 업 또는 스핀 다운일 수 있으므로 시스템은 총 네 가지 기저 상태를 갖는다.
{\displaystyle \uparrow \uparrow ,\uparrow \downarrow ,\downarrow \uparrow ,\downarrow \downarrow }
단일 입자 스핀을 사용하여 기저 상태에 레이블을 붙이면, 각 조합의 첫 번째 화살표와 두 번째 화살표는 각각 첫 번째 입자와 두 번째 입자의 스핀 방향을 나타낸다.
더 엄밀하게는
{\displaystyle |s_{1},m_{1}\rangle |s_{2},m_{2}\rangle =|s_{1},m_{1}\rangle \otimes |s_{2},m_{2}\rangle ,}
여기서 {\displaystyle s_{1}}와 {\displaystyle s_{2}}는 두 입자의 스핀이고, {\displaystyle m_{1}}과 {\displaystyle m_{2}}는 z축으로의 투영값이다. 스핀-1/2 입자의 경우, {\textstyle \left|{\frac {1}{2}},m\right\rangle } 기저 상태가 2차원 공간을 형성하므로, {\textstyle \left|{\frac {1}{2}},m_{1}\right\rangle \left|{\frac {1}{2}},m_{2}\right\rangle } 기저 상태는 4차원 공간을 형성한다.
이제 양자역학에서 각운동량을 더하는 규칙과 클렙슈-고르단 계수를 사용하여 이전에 정의된 축에 대한 총 스핀과 그 투영값을 계산할 수 있다. 일반적으로
{\displaystyle |s,m\rangle =\sum _{m_{1}+m_{2}=m}C_{m_{1}m_{2}m}^{s_{1}s_{2}s}|s_{1}m_{1}\rangle |s_{2}m_{2}\rangle }
네 가지 기저 상태를 대입하면
{\displaystyle {\begin{aligned}\left|{\frac {1}{2}},+{\frac {1}{2}}\right\rangle \ \otimes \left|{\frac {1}{2}},+{\frac {1}{2}}\right\rangle \ &{\text{ by }}(\uparrow \uparrow ),\\\left|{\frac {1}{2}},+{\frac {1}{2}}\right\rangle \ \otimes \left|{\frac {1}{2}},-{\frac {1}{2}}\right\rangle \ &{\text{ by }}(\uparrow \downarrow ),\\\left|{\frac {1}{2}},-{\frac {1}{2}}\right\rangle \ \otimes \left|{\frac {1}{2}},+{\frac {1}{2}}\right\rangle \ &{\text{ by }}(\downarrow \uparrow ),\\\left|{\frac {1}{2}},-{\frac {1}{2}}\right\rangle \ \otimes \left|{\frac {1}{2}},-{\frac {1}{2}}\right\rangle \ &{\text{ by }}(\downarrow \downarrow )\end{aligned}}}
총 스핀에 대한 가능한 값과 {\textstyle \left|{\frac {1}{2}},m_{1}\right\rangle \left|{\frac {1}{2}},m_{2}\right\rangle } 기저에서의 표현을 반환한다. 총 스핀 각운동량 1을 갖는 세 가지 상태가 있다.
{\displaystyle \left.{\begin{array}{ll}|1,1\rangle &=\;\uparrow \uparrow \\|1,0\rangle &=\;{\frac {1}{\sqrt {2}}}(\uparrow \downarrow +\downarrow \uparrow )\\|1,-1\rangle &=\;\downarrow \downarrow \end{array}}\right\}\quad s=1\quad \mathrm {(triplet)} }
이들은 대칭적이며, 총 스핀 각운동량 0을 갖는 네 번째 상태는 다음과 같다.
{\displaystyle \left.|0,0\rangle ={\frac {1}{\sqrt {2}}}(\uparrow \downarrow -\downarrow \uparrow )\;\right\}\quad s=0\quad \mathrm {(singlet)} }
이는 반대칭적이다. 결과적으로 두 개의 스핀-1/2 입자의 조합은 삼중항 또는 단일항 상태를 차지하는지에 따라 총 스핀 1 또는 0을 가질 수 있다.

## 수학적 관점
표현론의 관점에서 보면, 일어난 일은 스핀 군 SU(2) = Spin(3)의 두 개의 켤레 2차원 스핀 표현(3차원 클리퍼드 대수에 포함된 형태)이 텐서곱을 하여 4차원 표현을 생성한 것이다. 4차원 표현은 일반적인 직교군 SO(3)로 축소되며, 그 객체는 텐서에 해당하며 이는 스핀의 정수성과 연결된다. 4차원 표현은 1차원 자명 표현(단일항, 스칼라, 스핀 0)과 3차원 표현(삼중항, 스핀 1)의 합으로 분해되며, 이는 {\displaystyle R^{3}}에 대한 SO(3)의 표준 표현에 불과하다. 따라서 삼중항의 "3"은 물리적 공간의 세 회전 축과 동일시될 수 있다.

## 같이 보기
- 단일항 상태
- 이중항 상태
- 다이라디칼
- 각운동량
- 파울리 행렬
- 스핀 다중도
- 스핀 양자수
- 스핀-1/2
- 스핀 텐서
- 스피너